# Sterolesteras
Sterolesteras är inom enzymologin ett enzym som katalyserar hydrolys av kolesterol och vissa andra sterolestrar, vilket frisätter kolesterol och en fettsyraanjon. EC 3.1.1.13.
sterolesteras + H2O  sterol + fettsyra
Således är de två substraten för detta enzym sterolester och H2O, medan dess två produkter är sterol och fettsyra.
Detta enzym tillhör familjen hydrolaser och deltar i gallsyrabiosyntesen.